# برونو سامارتینو
برونو سامارتینو (انگلیسی: Bruno Sammartino; ۶ اکتبر ۱۹۳۵ – ۱۸ آوریل ۲۰۱۸) کشتی‌گیر کشتی حرفه‌ای اهل ایتالیا بود.
وی همچنین برندهٔ جوایزی همچون تالار شهرت دبلیو دبلیو ای شده‌است.